# トーリン・ローレンス
トーリン・ローレンス（Torrin Lawrence、1989年4月11日 ‐ 2014年7月28日）は、アメリカ合衆国・ジャクソンビル出身の元陸上競技選手。専門は400mが中心の短距離走。自己ベストは400mが45秒03、300mが室内全米学生記録の32秒32。
室内のレースに強かった選手で、大学時代の2010年に300mで室内全米学生記録、400mで室内世界歴代5位（当時）の記録をマークすると、全米室内学生選手権の400mでチャンピオンに輝いた。大学卒業後は2014年に世界リレーの4×400mリレーメンバーに選ばれると、予選で3走を務めてアメリカの決勝進出に貢献した。

## 経歴

### 大学時代
ジョージア大学に進学すると、2009年のサウスイースタン・カンファレンス（SEC）室内選手権男子200mを制覇、全米学生（NCAA）室内選手権男子200mで7位に入るなど、1年時から活躍した。
2010年1月22日にブラックスバーグで行われたホーキー招待（Hokie Invitational）男子300mで32秒32の室内全米学生新記録を樹立。1987年3月1日にLorenzo Danielがマークした32秒67を更新すると共に、室内世界歴代5位（当時）に名を連ねた。
2010年2月12日にフェイエットビルで行われたタイソン招待（Tyson Invitational）男子400mで室内世界歴代5位（当時）の記録となる45秒03をマークした。
2010年3月13日の全米学生室内選手権男子400m決勝で45秒23をマークし、2位のキラニ・ジェームスを0秒40差で抑え、同日に行われたドーハ世界室内選手権男子400mの優勝タイム（45秒96）を上回るタイムで初優勝を飾った。なお、ジョージア大学の選手が全米学生室内選手権のトラック種目で優勝したのはこれが初めてだった。
連覇のかかった2011年3月の全米室内学生選手権男子400mは決勝でデメトリウス・ピンダー（45秒33）に敗れ、45秒96の2位に終わった。
2013年4月27日に行われたペンリレー男子4×440mリレー（アメリカvs世界）ではアメリカ・レッドチームの1走を務め、45秒6のスプリットをマークして優勝に貢献した。
2013年5月に社会学の学士号を取得してジョージア大学を卒業した。大学4年間で全米学生タイトルを1つ、サウスイースタン・カンファレンスタイトルを3つ獲得し（全て室内選手権）、オールアメリカンには7回選出された。

### 大学卒業後
2014年5月の世界リレーで初の世界大会出場を果たすと、24日の男子4×400mリレー予選でアメリカチームの3走を務めて決勝進出に貢献した（予選のみの出場）。
ジョージア州コーディル近辺の高速道路上で交通事故に遭い、2014年7月28日早朝に亡くなった。25歳没。

## 自己ベスト
記録欄の（　）内の数字は風速（m/s）で、+は追い風を意味する。
| 種目 | 記録           | 年月日        | 場所                 | 備考             |
| 屋外 | 屋外           | 屋外          | 屋外                 | 屋外             |
| ---- | -------------- | ------------- | -------------------- | ---------------- |
| 100m | 10秒40         | 2008年4月10日 | ジャクソンビル       |                  |
| 200m | 20秒55（+0.7） | 2011年4月16日 | オーバーン           |                  |
| 400m | 45秒32         | 2014年7月12日 | コルトレイク         |                  |
| 室内 |                |               |                      |                  |
| 200m | 20秒79         | 2009年3月13日 | カレッジステーション |                  |
| 300m | 32秒32         | 2010年1月22日 | ブラックスバーグ     | 室内全米学生記録 |
| 400m | 45秒03         | 2010年2月12日 | フェイエットビル     |                  |

## 主要大会成績
| 年   | 大会            | 場所             | 種目    | 結果 | 記録             | 備考              |
| ---- | --------------- | ---------------- | ------- | ---- | ---------------- | ----------------- |
| 2013 | ペンリレー (en) | フィラデルフィア | 4x400mR | 優勝 | 3分00秒91（1走） | スプリット：45秒6 |
| 2014 | 世界リレー (en) | ナッソー         | 4x400mR | 予選 | 3分01秒09（3走） | 決勝進出          |